# هيلاري رافائيل
هيلاري رافائيل (بالإنجليزية: Hillary Raphael)‏ (12 أبريل 1976)؛ روائية أمريكية.